# Michael Stausberg
Michael Stausberg (* 28. April 1966 in Köln) ist ein deutscher Religionswissenschaftler.

## Leben
Stausberg studierte von 1986 bis 1991 Religionsgeschichte, Philosophie, Erziehungswissenschaft und Katholische Theologie an den Universitäten Bonn, Tübingen und Bergen sowie an der Universität La Sapienza in Rom. Von 1986 bis 1991 war er Stipendiat des Cusanuswerkes. Sein Studium beendete Stausberg 1991 mit dem M.A.
Danach folgte ab 1992 ein Promotionsstipendium an der interdisziplinären Graduiertenschule für Interkulturelle Religiöse Studien in Bonn, wo Michael Stausberg 1995 zum Dr. phil. promoviert wurde. Von 1996 bis 2000 war er mit einem Feodor Lynen-Forschungsstipendium der Alexander von Humboldt-Stiftung an der Universität Uppsala tätig. An der finanziellen Förderung beteiligten sich die schwedische Wenner-Gren-Stiftung (1997) und der Jubiläumsfonds der Schwedischen Reichsbank (1998–1999). An der Theologischen Fakultät der Universität Uppsala übernahm Stausberg 1996 einen Lehrauftrag und 2000 wurde er Dozent.
Von 2000 bis 2004 leitete Stausberg eine Forschungsgruppe an der Universität Heidelberg. Hier wurde er 2003 Privatdozent. Vertretungsprofessuren übernahm Stausberg im Sommersemester 2001 an der Universität Tübingen und im Wintersemester 2002/2003 an der Universität Bern. Seit 2004 ist Michael Stausberg Professor für Religionswissenschaft an der Universität Bergen in Norwegen.

## Forschungen
Stausberg hat seine Forschungen über den Zoroastrismus im Jahr 1989 mit zwei Artikeln begonnen. Hieraus ist im Laufe der Jahre ein umfangreicher Katalog von Veröffentlichungen entstanden. In seinem zweibändigen Werk Faszination Zarathushtra (1998) untersucht Stausberg die Rezeption, die er mit Georgios Gemistos Plethon beginnen lässt und mit dem französischen Orientalisten Abraham Hyacinthe Anquetil-Duperron fortsetzt. Die erste Übersetzung des Avesta in eine europäische Sprache stammt von Anquetil-Duperron. Zu den ebenfalls umfassend zitierten Rezipienten zählen die Platoniker Marsilio Ficino und Francesco Patrizi sowie der englische Orientalist Thomas Hyde. Auch den Philosophen Voltaire hat Stausberg in die Rezeptionsforschung einbezogen. Die Ergebnisse seiner Weiterführung der Forschungen bis in das 21. Jahrhundert hinein hat er bereits als Essays veröffentlicht.
Aus der Beschäftigung mit dem Zoroastrismus folgte eine grundsätzliche Analyse jener Bedingungen, die zum akademischen Studium der Religionen als eine eigenständige Disziplin geführt haben. In diesem Zusammenhang hat Stausberg sich insbesondere mit dem schwedischen Friedensnobelpreisträger Nathan Söderblom und mit dem Religionsphänomenologen Raffaele Pettazzoni beschäftigt.
Von April 2000 bis März 2004 leitete Michael Stausberg im Institut für Religionswissenschaft der Universität Heidelberg das DFG-Projekt zur Ritualistik und Religionsgeschichte: Zoroastrische Rituale in wechselnden kulturellen Kontexten. Aus diesem Projekt hat sich dann zusätzlich die Veröffentlichung von zwei Bänden über die Theorie von Ritualen ergeben, an denen Jens Kreinath und Jan Snoek mitwirkten. Neben Ritualtheorie hat sich Stausberg zusammen mit Bernd-Christian Otto mit den Schwierigkeiten der Definition von Magie beschäftigt (Defining Magic, 2012). Schon 2009 hat Stausberg einen Sammelband zu zeitgenössischen Religionstheorien veröffentlicht (Contemporary Theories of Religion, 2009).
Im Jahr 2006 forschte Stausberg in Indien über die Parsen. Seine Arbeit wurde unterstützt von drei aus Mumbai stammenden weiblichen Parsi (Zarin Marfatia, Meher Patel, Benaifer Wykes) sowie von Ramiyar Karanjia.
In den Jahren von 2009 bis 2015 arbeiteten Michael Stausberg und Yuhan Sohrab-Dinshaw Vevaina als Herausgeber an einem Handbuch über den Zoroastrismus. An diesem Handbuch, dem ersten seiner Art über den Zoroastrismus, beteiligten sich 33 Wissenschaftler aus zehn Nationen.
Vom Zoroastrismus dehnte Stausberg seine Forschungen auf den Zusammenhang zwischen Tourismus und Religion aus.
Zusammen mit dem kanadischen Religionswissenschaftler Steven Engler gibt Stausberg seit 2008 die internationale religionswissenschaftliche Fachzeitschrift Religion heraus, die bei Routledge erscheint. Mit Engler veröffentlichte er darüber hinaus 2011 ein Buch über religionswissenschaftliche Forschungsmethoden und The Oxford Handbook for the Study of Religions (2016). Das Buch Religionswissenschaft (2012) bietet einen einführenden Überblick über die deutschsprachige Religionswissenschaft.
Als Ko-Gruppenleiter am Centre for Advanced Study der Norwegischen Akademie der Wissenschaften untersuchte er im Team 2018 und 2019 den Untergang von Religionen, Übergangsphasen und Verzerrungen in der Geschichtsschreibung durch nachfolgende.

## Veröffentlichungen (Auswahl)
Eine Liste der Veröffentlichungen befindet sich auf der Website von Michael Stausberg.

### Monographien
- Faszination Zarathushtra. Zoroaster und die Europäische Religionsgeschichte der Frühen Neuzeit, 2 Bände. Zugleich Dissertation Universität Bonn 1995. Mit einem Geleitwort von Carsten Colpe. De Gruyter, Berlin / New York 1998, ISBN 3-11-101488-6.
- Die Religion Zarathushtras. Geschichte – Gegenwart – Rituale. Band 1. Kohlhammer, Stuttgart 2002, ISBN 3-17-017118-6.
- Die Religion Zarathushtras. Geschichte – Gegenwart – Rituale. Band 2. Kohlhammer, Stuttgart 2002, ISBN 3-17-017119-4.
- Die Religion Zarathushtras. Geschichte – Gegenwart – Rituale. Band 3. Kohlhammer, Stuttgart 2004, ISBN 3-17-017120-8.
- Zarathustra und seine Religion. Beck, München 2005, ISBN 3-406-50870-7.
- Religion im modernen Tourismus. Verlag der Weltreligionen, Berlin 2010, ISBN 978-3-458-71027-1.
- Religion and Tourism: crossroads, destinations, and encounters. Routledge, London / New York 2011, ISBN 978-0-415-54931-8.
- Die Heilsbringer: Eine Globalgeschichte der Religionen im 20. Jahrhundert. C.H. Beck, München, 2020, ISBN 978-3-406-75527-9.

### Herausgeberschaften
- mit Peter Schalk: Being religious and living through the eyes. Festschrift für Jan Bergman. Acta Universitatis Upsaliensisis, Uppsala 1998, ISBN 978-91-554-4199-9.
- mit Olof Sundqvist, Astrid van Nahl: Kontinuitäten und Brüche in der Religionsgeschichte – Festschrift für Anders Hultgård. De Gruyter, Berlin/Boston 2001, ISBN 3-11-017264-X.
- mit Jens Kreinath und Jan Snoek: Theorizing Rituals. Issues, Topics, Approaches, Concepts. Band 1. Brill, Leiden 2006
- mit Jens Kreinath und Jan Snoek: Theorizing Rituals. Annotated Bibliography of Ritual Theory, 1966–2005. Band 2. Brill, Leiden 2007
- Contemporary Theories of Religion. A Critical Companion. Routledge, London / New York 2009, ISBN 978-0-415-46347-8.
- mit Steven Engler: The Routledge Handbook of Research Methods in the Study of Religion. Routledge, London / New York 2011
- Religionswissenschaft. De Gruyter, Berlin/Boston 2012, ISBN 978-3-11-025892-9.
- mit Yuhan Sohrab-Dinshaw Vevaina: The Wiley Blackwell Companion to Zoroastrianism. Chichester 2015, ISBN 978-1-4443-3135-6.
- mit Steven Engler: The Oxford Handbook of the Study of Religion. Oxford University Press, Oxford / New York 2016, ISBN 978-0-19-872957-0.

### Beiträge
- Zoroastrische Unterscheidungen. In: Jan Assmann und Harald Strohm: Echnaton und Zarathustra. Zur Genese und Dynamik des Monotheismus. Fink, München 2012, ISBN 978-3-7705-5349-5, S. 93–118.[7]
- Monotheismus, Polytheismus und Dualismus im Alten Iran. In: Manfred Krebernik, Jürgen van Oorschot: Polytheismus und Monotheismus in den Religionen des Vorderen Orients (= Alter Orient und Altes Testament; 298). Ugarit-Verlag, Münster 2002, ISBN 978-3-934628-27-4, S. 91–111.
- Approaches to the Study of ‘Time’ in the History of Religions. In: Temenos 39-40 (2004), S. 247–268.[8]
- On the State and Prospects of the Study of Zoroastrianism. Numen 55 (2008), S. 561–600.[9]